# Aris Velouchiotis
Athanasios Klaras, bolje znan po nom de guerre Aris Velouchiotis (grško Άρης Βελουχιώτης) * 27. avgust 1905, Lamia, Grčija † 16. junij 1945, Mesounta, Arta, Grčija.
Bil je najvidnejši vodja in glavni instigator Grške narodnoosvobodilne armade (ELAS), vojaške podružnice Nacionalne osvobodilne fronte (EAM), katera je bila glavna odporniška organizacija v okupirani Grčiji od leta 1942 do 1945.

## Zgodnja leta
Aris Velouchiotis je bil rojen v Lamiji, Grčija leta 1905, v premožni družini. Njegov oče je bil Dimitrios Klaras, dobro poznani odvetnik, njegova mati pa Aglaia Zerva. Sprva je Klaras študiral novinarstvo, a je kasneje diplomiral na Geopolitični šoli v Larisi. Odšel je v Atene, kjer je opravljal razne službe, sodeloval je v levičarski politični skupini in v antimilitarističnem gibanju. Kasneje je postal član Komunistične partije Grčije (KKE). Med leti 1920 in 1930 je bil večkrat zaprt za različnih kaznivih dejanj.